# 斯克里峰
斯克里峰（英語：Scree Peak）是南極洲的山峰，位於帕默群島的特里尼蒂半島，處於古斯塔夫王子海峽，海拔高度560米，由英國研究隊發現，現時由南極條約體系管理。